# 아리 위랏타원
아리 위랏타원(태국어: อารีย์ วิรัฐถาวร, 1980년 2월 26일~)은 태국의 역도 선수이다. 2004년 하계 올림픽 여자 플라이급 종목에서 동메달을 획득했으며 세계 선수권 대회에서 은메달 2개, 동메달 1개를 획득했다.